# مستشفى العدان
مستشفى العدان، هو مستشفى عام يقع في منطقة هدية في محافظة الأحمدي بدولة الكويت، تأسس في عام 1986 وهو يتبع من الناحية الإدارية منطقة الأحمدى الصحية، وترجع تسمية المستشفى بهذا الاسم لمنطقة العدان.
يقدم المستشفى خدماته بشكل عام لجميع سكان محافظة الأحمدي، وأغلب مناطق محافظة مبارك الكبير، ويغطي العدان مع مستشفى الفروانية أكبر عدد من السكان في الكويت.